# Söppenmyren
Söppenmyren är ett naturreservat i Smedjebackens kommun i Dalarnas län.
Området är naturskyddat sedan 1999 och är 48 hektar stort. Reservatet omfattar en halvö i Kolbäcksån med kringområde i tätorten Smedjebacken. Reservatet består av trädbevuxna kärr, öppna våtmarker och gyttjebankar.